# Tang-kampagnen mod Kucha
Tang-kampagnen mod Kucha var en militærkampagne ledet af Tang-dynastiet, general Ashina She'er, mod oasestaten Kucha i Tarim-bækkenet i Xinjiang, som var tilknyttet det vestlige turkiske khaganat. Kampagnen startede i 648 og sluttede den 19. januar 649 med overgivelsen af Kuchan-styrkerne efter en 40-dages belejring i Aksu. Kuchan-soldater forsøgte at genvinde riget med hjælp fra den vestlige turkiske khaganate, men blev besejret af Tang-hæren.

## Baggrund
Kucha, et kongerige i Tarim-bækkenet, var en vasal af det vestlige turkiske khaganat. Under kejser Gaozu's regering gav kongen Suvarnapushpa (kinesisk: Sufabushi) Tang-hoffet sin hyldest i 618. I 630 underlagde Suvarnapushpas efterfølger Suvarnadeva (Kinesisk: Sufadie) riget som en vasal af Tang. En buddhist fra Hinayana-sekten, Suvarnadeva, havde været vært for den buddhistiske munk Xuanzang, da han ankom til Kucha i samme år.
Kucha støttede Karasahr, da oase-staten indgik en ægteskabsaftale med de vestlige tyrkere og afviklede sin lydstatsforbindelse over for Tang-styret i 644. Kucha's konge, Suvarnadeva, opsagde sin hyldest til Tang og blev allieret med de vestlige tyrkere. Kejser Taizong reagerede ved at sende en militærkampagne ledet af general Guo Xiaoke mod Karasahr.
Karasahr blev belejret i 644 af Guo. Tang-styrker besejrede kongeriget, fangede kongen, og et pro-Tang-medlem af den kongelige familie blev indsat som hersker. Den nye konge blev straks fordrevet af de vestlige tyrkere, og de vestlige tyrkere genvandt suzerænitet over Karasahr. Suvarnadeva døde mellem 646 og 648, og hans broder Haripushpa (kinesisk: Helibushibi) arvede tronen som Kuchas konge. Selvom Haripushpa sendte to udsendinge til Tang-hoffet for at aflægge sin hyldest, havde Tang Taizong allerede besluttet at straffe Kuchas pro-tyrkiske holdning ved at igangsætte en ekspedition mod kongeriget.
I 646 søgte Irbis Seguy fra de vestlige tyrkere en kinesisk prinsesse som sin brud. Til gengæld bad Taizong om flere byer i Tarim-bækkenet. Ibris' afslag var en af begrundelserne for krigen.
Det meste af Tangs ekpeditionshær bestod af 100.000 mand kavaleri leveret af Tang-imperierets allierede Tiele. Chefen for Tangs ekpeditionshær, Ashina She'er, var medlem af det østlige tyrkiske khaganats regerende familie. Han sluttede sig til Tang-styrkerne efter overgivelsen i 635 og tjente som en overordnet leder for en kampagne mod Karakhoja. Hans kendskab til regionen som en tidligere tyrkisk hersker bidrog til hans succes, der styrede kampagnerne mod Kucha og Karasahr. Før han blev ansat som Tang-general, regerede han i fem år mellem 630 og 635, og styrede Beshbalik by i det dzungariske bækken. Ashina She'er's stedfortrædende kommandanter var Qibi Heli (en Tiele-høvding, der også var blevet Tang-general) og Guo Xiaoke.

## Den militære kampagne
Ashina She'er's soldater blev organiseret i fem kolonner. Tang-hæren gik forbi Karasahr og slog ved Kucha fra nord ved at bevæge sig gennem dzungariske bækken, hvilket var Chuyue-området (muligvis Chigil) og Chumi, to tyrkiske stammer allieret med oasestaten. Tang-hæren besejrede Chuyue og Chumi før de kom ind i Tarim-bassinet, hvorpå kongen af Karasahr flygtede sin hovedstad og forsøgte at finde en forsvarlig position i Kuchas østlige territorier. Ashina Sheers styrker forfulgte Karasahr-konen, tog ham i fangenskab og udførte ham derefter.
De styrker, der forsvarer Kucha, bestående af 50.000 soldater, blev lokket og bagud af Ashina. De jagede efter en gruppe på 1000 ryttere ansat af Ashina som en afledningsmanøvre, men stødte på yderligere Tang-styrker, der monterede et overraskelsesangreb. De kucheanske styrker blev besejret og trak sig tilbage til Aksu, et nærliggende rige i Tarim-bækkenet. Ashina fangede kongen efter en 40 dages belejring, der sluttede med overgivelsen af Kucha-styrkerne den 19. januar 649. En af Ashinas officerer, der fungerede som diplomat, overtalte regionens høvdinge til at overgive sig i stedet for at kæmpe tilbage.
Guo Xiaoke, som havde ført den første Tang-kampagne mod Karasahr i 644, blev installeret i Kucha som protektor-general for Anxi-protektoratet eller protektoratet for det pacificerede vest. Protektorat-generalens hovedkvarter blev således flyttet fra sin oprindelige beliggenhed i Gaochang til Kucha. Mens Ashina på jagt efter den kucheanske konge, rejste Nali, en kucheanherre, at bede om hjælp fra de vestlige tyrkere. Guo blev myrdet, efter at de kucheanske soldater vendte tilbage til kongeriget med de militære hjælp fra de vestlige tyrker. Ashina vendte tilbage til Kucha, fangede fem af kongeriges byer og tvang de resterende byer til at overgive sig. Tang kontrol blev genoprettet i oase-staten. Broderen til den tidligere konge, en yabgu eller vicekonge, blev indsat på tronen af kineserne som et repræsentant for Tang-imperiet.
Kongen af Kucha, Haripushpa, blev taget til Tang-hovedstaden som en fange. Udførelse var straffen for oprør i overensstemmelse med Tang loven. Kongen blev tilgivet af Taizong og frigivet efter et rituelt fortrydende kejsers forfædre. Han blev også kaldt Great Army Commander for venstrevæbnede vagter, en titel han modtog fra kejseren.

## Følger
Til gengæld for Guo Xiaokes død beordrede Ashina She'er henrettelsen af elleve tusinde kucheanske indbyggere ved halshugning. Det blev registreret, at "han ødelagde fem store byer og med dem mange tusindvis af mænd og kvinder ... vestlige lande blev erobret med terror." Efter Kuchas nederlag sendte Ashina en lille afdeling af det lette kavaleri ledet af løjtnant Xue Wanbei til Khotan, styret af kong Yuchi Fushexin. Truslen om en invasion overtalte kongen til at besøge Tang-hoffet personligt.
Tangs ekpeditionshær erstattede Haripushpa med dennes yngre broder ("yabgu"), rejste en indskrevet stele for at fejre sin sejr, og vendte tilbage til Chang'an med Haripushpa, Nali og Kucha's øverste general som fanger. Alle tre mænd blev afskediget og holdt ved kejserhoffet indtil 650, da de blev sendt tilbage til Kucha, efter at det blev klart, at det magtvakuum, der var skabt af deres fravær, havde reduceret riget til en borgerkrigsagtig og anarkistisk tilstand. Kucha-ekspeditionen dræbte også Karasahrs pro-tyrkiske konge og erstattede ham med en fætter, men der er intet bevis for, at en militærgarnison blev stationeret i Karasahr mellem 648 og 658 af Tang-dynastiet. På samme måde resulterede Khotan-kongens ufrivillige tur til Chang'an tilsyneladende ikke i, at en Tang-garnison blev sendt til Khotan.
Det er længe blevet hævdet, at erobringen af Kucha etablerede Tang-regimet over hele Tarim-bassinet. Dette skyldes delvis en række urigtige kinesiske kilder, der forbinder ekspeditionen med etableringen af de fire garnisoner i Anxi, som omfattede Kucha , Karasahr, Khotan og Kashgar. Imidlertid har Zhang Guangda brugt udgravede tekster fra Gaochang (Karakhoja eller Turfan) for at vise, at Tang opgav forsøget på at flytte hovedkvarteret til protektoratet i det pacificerede vest til Kucha efter Guo Xiaoke's mord. I stedet vendte hovedkvarteret tilbage til Gaochang indtil 658, da det blev flyttet tilbage til Kucha efter en Tang-hærs undertrykkelse af en lokal pro-tyrkisk-oprør mod Haripushpa (som døde af en sygdom under oprøret). Tang-dynastiet opnåede kun en løs suzerænitet over Tarim-bækkenets stater i 649, og etablerede ikke militære garnisoner i Tarim-bækkenet. De fleste Tarim-bækken-stater overførte deres vasalstilling til den nye vestlige tyrkiske kaghan, Ashina Helu, i 651, hvilket afspejler det faktum, at de betragtede de vestlige tyrkere som deres traditionelle overherre. Oprettelsen af de fire garnisoner, og med dem et formelt militært Tang-protektorat over Tarim-bassinet, skulle dateres til 658 (efter Ashina Helu's nederlag) eller endda til 660, efter at Kashgar blev allieret med den vestlige tyrkiske leder Duman indtil Dumans nederlag i slutningen af 659.
Det er også blevet hævdet, at Kuchas fald førte til nedgangen i den indouropæiske kultur i Tarim-bækkenet og dens udskiftning af den første kinesiske og der efter tyrkiske kultur.  Faktisk er det modsatte sandt. Kucheansk kultur blomstrede i det syvende og ottende århundrede, og kucheansk musik var populær i Tang-hovedstaden, delvis på grund af kucheanske musikers bevægelse til Tang-retten. Tarim-bassinet er en senere udvikling, der kom efter slutningen af Tang-dynastiet og havde ingen relation til det tidligere Tang-protektorat i Tarim-bassinet.
Efter 649 fortsatte Tang-dynastiet deres krig mod de vestlige tyrkere under kejser Gaozongs regering, Taizongs efterfølger. Gaozong gennemførte en kampagne ledet af general Su Dingfang mod den vestlige turk kaghan, Ashina Helu i 657. Kaghan overgav, de vestlige tyrker blev besejret, og khaganats tidligere territorier blev knyttet til Tang. Tangen trak sig tilbage ud over Pamir-bjergene i det moderne Tadsjikistan og Afghanistan efter en turkisk oprør i 662 og tabte Tarim-bassinet til lokale oprør og tibetanske indbrud i 665-670. Tang genvandt Tarim-bassinet i 692 og tabte det igen til tibetanerne i 790'erne, hvor de fire garnisoner allerede er blevet afskåret fra resten af Tang-imperiet ved en tibetansk erobring af Gansu-korridoren. Selv om det tibetanske imperium kollapsede i midten af det niende århundrede, manglede Tang-dynastiet midlerne til at genvinde dominans i Tarim-bassinet og endte i 907 med abdikationen af kejser Ai.